# Бобринский, Николай Алексеевич
Никола́й Алексе́евич Бо́бринский (30 марта (11 апреля) 1890, Москва — 28 декабря 1964, там же) — Граф.  Русский зоолог и биогеограф, педагог. Доктор биологических наук, профессор. Действительный член Московского общества испытателей природы (1916). Участник Первой мировой войны, награждён Аннинским оружием. Принадлежал к дворянскому роду Бобринских.

## Биография
Граф Николай Алексеевич родился в семье Алексея Алексеевича Бобринского (1864—1909) и Варвары Николаевны Львовой (1864—1940). В семье росли ещё двое сыновей (Александр и Гаврила) и две дочери (Наталия и Мария). По линии отца приходился внуком Алексею Павловичу Бобринскому и племянником Владимиру Бобринскому.
С 1899 по 1904 год учился в московской гимназии Поливанова. В 1908 году сдал экстерном экзамены на аттестат зрелости в Тульской гимназии, в этом же году поступил на естественное отделение физико-математического факультета Московского университета. В 1911—1912 годах по совету зоолога С. А. Бутурлина участвовал в орнитологической экспедиции в Армению, на низменные равнины, окружающие Большой и Малый Арарат. По результатам экспедиции в 1916 году были опубликованы две научные статьи. В 1914 году Николай Алексеевич получил выпускное свидетельство Московского университета, но в связи с началом Первой Мировой войны, сдача государственных экзаменов была отложена. При содействии М. А. Мензбира в 1914 году совершил ещё одну экспедицию — в горную Бухару, но когда началась война, записался вольноопределяющимся в Изюмский гусарский полк. С весны 1915 года прапорщик Н. Бобринский служил в Татарском конном полку Кавказской туземной конной дивизии. В 1916 году получил тяжелейшее ранение в живот, но остался жив и после выздоровления снова вернулся в строй. Дослужился до ротмистра. За личное мужество удостоился награды — Аннинского клинка с надписью «За храбрость».
В 1918 году после сдачи экзаменов при МГУ Бобринский поступил на работу в Зоологический музей, где проработал до 1920 года сотрудником Московского университета, в состав которого музей вскоре был передан.
С 1920 по 1922 год участвовал в становлении организованного в Ташкенте первого научно-просветительского центра в Средней Азии — Туркестанского университета. В 1921 году совместно с профессором Д. Н. Кашкаровым совершил путешествие с целью изучения животного мира по реке Угам.
В 1925 году участвовал в большой экспедиции Главного Среднеазиатского музея на озеро Сары-Челек в Чаткальском хребте.
С 1922 года работал в Московском университете, но когда в 1934 году в Москве началась новая волна репрессий и арестов, Бобринский вместе с семьёй вновь уехал в Среднюю Азию, где в Ташкенте занял должность профессора и заведующего кафедрой зоологии позвоночных Среднеазиатского государственного университета, являясь заведующим той же кафедры в Биологическом институте при университете.
В 1933 году отправился в экспедицию в районы Кокчетавского и Зерендинского лесничеств в Северном Казахстане, где изучал фауну позвоночных островных лесов. В 1936 году руководил зоологическими работами Кенемехской комплексной экспедиции, обследовавшей обширные пространства юго-восточной части пустыни Кызыл-Кум.
В 1937—1948 годах преподавал зоологию позвоночных в МГУ, а в 1944—1960 годах — в Московском областном педагогическом институте.
22 мая 1943 года Н. А. Бобринскому была присуждена без защиты диссертации докторская степень.
Автор многочисленных трудов по фауне СССР и зоогеографии. В 1935 году вышел его учебник по зоологии, в 1937 году — руководство по сбору материалов. Широкую известность и заслуженно высокую оценку специалистов разных областей получила вышедшая в 1948 году (и с тех пор дважды — в 1960 и 1967 годах — переизданная) книга «Животный мир и природа СССР».
Последние годы жизни был прикован к постели тяжелой болезнью. Скончался в Москве в возрасте 74 лет. Похоронен на Востряковском кладбище, рядом с могилами детей и родной тети Софьи Алексеевны.

## Память
В честь учёного названы кожанок Бобринского (Eptesicus bobrinskoi Kuzyakin, 1935) и тушканчик Бобринского (Allactodipus bobrinskii Kolesnikov, 1937).

## Брак и дети
В 1919 году женился на своей дальней родственнице Марии Алексеевне Челищевой (1886—1973), дочери Алексея Михайловича Челищева и Ольги Алексеевны (дочери А. С. Хомякова). Супруги имели пятерых детей:
- Алексей, первенец (19.04.1920—11.05.1932), попал под трамвай
- Гавриил (1922—1926/7)
- Анна (1925—1933/4)
- Павел (?), умер в младенчестве
- Николай (17.03.1927 — 25.07.2000), действительный член Историко-родословного общества в Москве (ИРО) и Русского генеалогического общества (РГО), похоронен в родовом гнезде графов Бобринских — в г. Богородицке Тульской области.
  - внук — Алексей Николаевич Бобринский, у него сын Николай

## Основные труды
- Бобринский Н. А. Определитель змей Туркенстанского края. — Ташкент: Тип. № 3 Туркгосиздата, 1923. — 18 с.
- Бобринский Н. А. Зоогеография и эволюция. — М.; Л.: Гос. изд-во, 1927. — 150 с.
- Бобринский Н. А. Определитель охотничьих и промысловых зверей нашей фауны. — Москва: Книгосоюз, 1927. — 103 с.
- Бобринский Н. А. Обзор и очередные задачи исследования фауны позвоночных Туркестана. — М.: Ассоц. науч.-иссл. ин-тов при Физ.-мат. фак-те I МГУ, 1929. — 135 с. — (Тр. Науч.-иссл. ин-та зоологии; т. 3 ; вып. 2).
- Бобринский Н. А. Анатомия кролика. — Изд. 2-е. — Москва: Советская Азия, 1932. —120 с.
- Бобринский Н. А. Обзор евразийских сурков (Marmota): [Алтай и его предгорья к северу до Томска] // Памяти акад. Михаила Александровича Мензбира. — М.; Л., 1937. — С. 51—68.
- Бобринский Н. А. Животные и природа СССР: Географическое распространение наземных позвоночных. — М.: Сельхозгиз, 1938. — 156 с.
- Бобринский Н. А. Хордовые. — Изд. 2-е. — Москва: Госучпедгиз, 1938. — 346 с.
- Бобринский Н. А. Зоогеография: краткий курс. — М.: Изд-во МГУ, 1939. — 164 с.
- Бобринский Н. А., Кузнецов Б. А., Кузякин А. П. Определитель млекопитающих СССР. / Под ред. проф. Н. А. Бобринского. — М.: Го. изд-во "Советская наука", 1944. — 440 с. — 5000 экз.
  - Бобринский Н. А., Кузнецов Б. А., Кузякин А. П. Определитель млекопитающих СССР: Пособие для студентов педагогических институтов и учителей / Под ред. проф. А. П. Кузякина. — Изд. 2 исправл. и дополн.. — М.: Просвещение, 1965. — 384 с. — 26 000 экз.
- Бобринский Н. А., Зенкевич Л. А., Бирштейн Я. А. География животных. — М.: Советская наука, 1946. — 458 с. — 15 000 экз.
- Бобринский Н. А. Животный мир и природа СССР / Московское общество испытателей природы. — М.: Изд-во МОИП, 1948 (1949). — 216, [32] с. — 20 000 экз.
  - Бобринский Н. А. Животный мир и природа СССР / Предисл. проф. Г. П. Дементьева; Академия наук СССР; Оформление художника В. В. Ашмарова. — 2-е изд., доп. — М.: Изд-во АН СССР, 1960. — 416, [48] с. — 75 000 экз.
  - Бобринский Н. А. Животный мир и природа СССР / Отв. ред. проф. Г. П. Дементьев; Академия наук СССР; Художник Н. И. Шевцов. — 3-е изд., доп. — М.: Наука, 1967. — 408, [32] с. — (Научно-популярная серия). — 65 000 экз. (С. 385—387 — Список работ Н. А. Бобринского)
- Бобринский Н. А. География животных: (курс зоогеографии): Для географических факультетов педагогических институтов / Таблицы животных заслуж. деятеля искусств В. А. Ватагина; Переплёт художника А. Г. Кобрина. — М.: Учпедгиз, 1951. — 384 с. — 25 000 экз.
  - Бобринский Н. А., Гладков Н. А. География животных: (курс зоогеографии): Пособие для студентов естественно-географических факультетов педагогических институтов. — Изд. 2-е, перераб. — М.: Учпедгиз, 1961. — 288 с. — 10 000 экз.